# Hadithen om den som dör

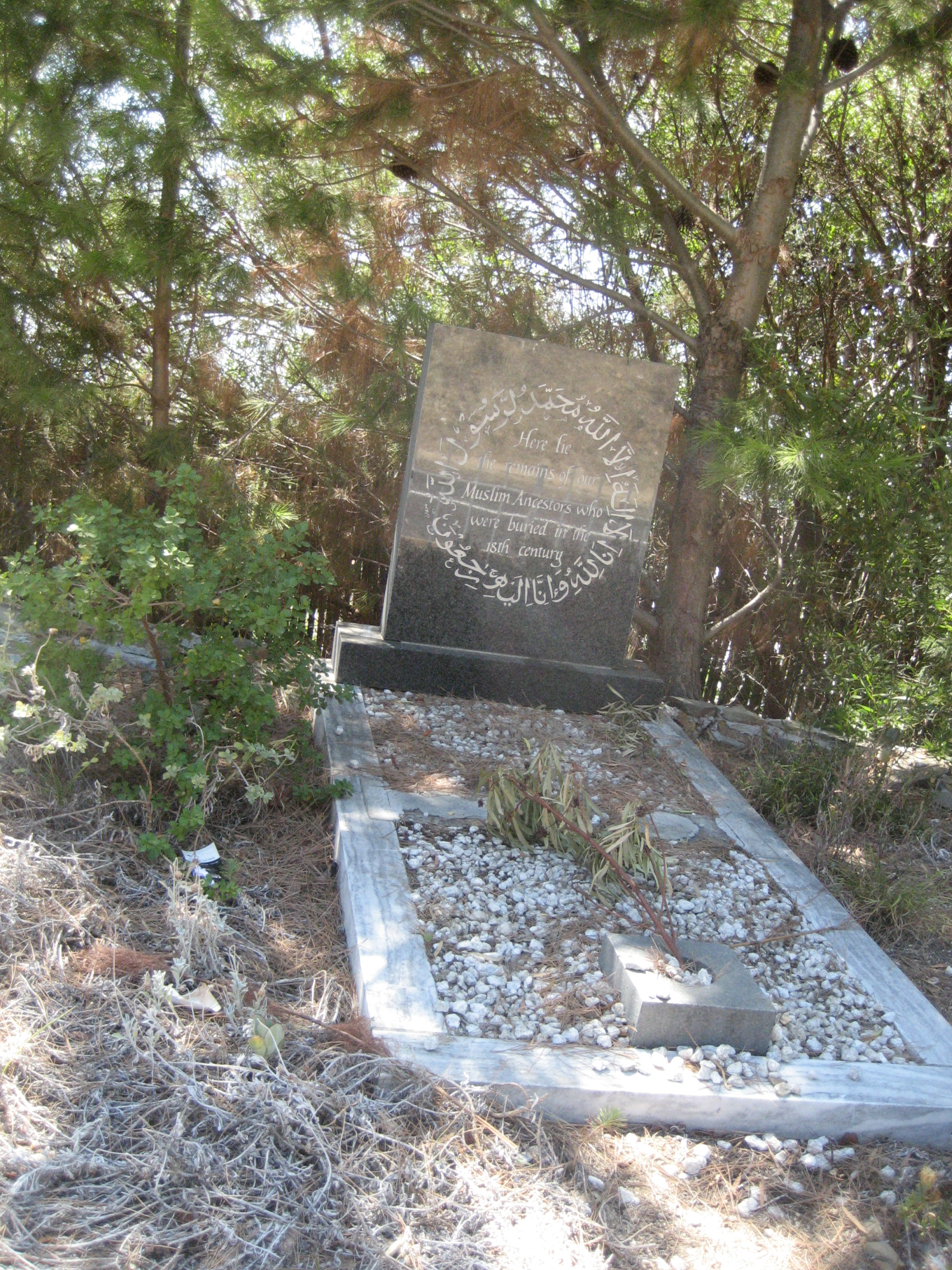
En bild på en muslimsk grav.

Hadithen om den som dör (arabiska: حديث من مات) är en hadith som återberättats från den islamiske profeten Muhammed och som handlar om att den som dör utan att följa en imam dör som på jahiliya (ignoransens tid). Denna hadith har citerats i olika former i både sunnitiska och shiitiska böcker. Shiamuslimer använder hadithen för att bevisa Ali ibn Abi Talibs imamah (ledarskap) efter Muhammed.
Hadithen har nämnts i böckerna Sahih Muslim, Musnad Ahmad ibn Hanbal,, Majma' al-Zawaid, al-Mu'jam al-Kabir, Bihar al-Anwar och al-Ihtijaj.

## Shiitisk tolkning
Imamiterna anser att det har funnits en felfri imam i alla tider efter Muhammed och att imam Mahdi är den imam som man måste följa idag. Eftersom han i dagsläget är dold för oss måste man följa fromma lärda, som agerar som hans indirekta och allmänna representanter.